# NGC 2216
NGC 2216 (również PGC 18877) – galaktyka spiralna z poprzeczką (SBab), znajdująca się w gwiazdozbiorze Wielkiego Psa. Odkrył ją 23 stycznia 1835 roku John Herschel.